# 吉洪 (莫斯科牧首)
圣吉洪（俄語：：1865年1月31日［儒略曆1月19日］ – 1925年4月7日）：俗名瓦西里·伊万诺维奇·别拉文（俄語：Василий Иванович Беллавин），在苏联初期（1917年到1925年）担任俄罗斯正教会第11任莫斯科牧首。

## 早年
从1878年到1883年，别拉文就读于普斯科夫神学院。1888年，23岁，他作为一个俗人，毕业于圣彼得堡神学院。然后他回到普斯科夫神学院，成为一位神学讲师。1891年，在26岁时，他发誓修道，改名吉洪，以纪念扎東斯克的圣吉洪。1897年10月19日，吉洪被祝圣为卢布林主教。1898年9月14日，吉洪主教被任命为阿留申群岛和阿拉斯加主教。作为俄罗斯正教会在美国的首领，他重组了教区，1900年，教区的名称由“阿留申和阿拉斯加教区”改为“阿留申和北美教区”。吉洪大主教在居住美国期间，成为一名美国公民。
他在美国有两位副主教：阿拉斯加的英诺森，和布鲁克林的拉斐尔。1905年6月，吉洪为宾夕法尼亚州的圣吉洪修道院祝圣。1901年5月22日，纽约的圣尼古拉大教堂的奠基祝福。1902年11月9日，他祝圣了布鲁克林叙利亚安提阿正教会移民的圣尼古拉教堂。两个星期后，他在纽约祝圣了圣尼古拉大教堂。
1907年，他回到俄罗斯，被任命为雅罗斯拉夫尔主教。1913年12月22日，他被调到立陶宛维尔纽斯。1917年6月21日，在莫斯科教区的神职人员和平信徒教区会议上，他当选为该教区的行政主教。1917年8月15日，吉洪大主教升为莫斯科都主教。同年11月5日，作为三名候选人之一参选恢复的莫斯科牧首职位，基辅都主教弗拉基米尔宣布吉洪都主教当选为俄罗斯正教会的新牧首。

## 牧首

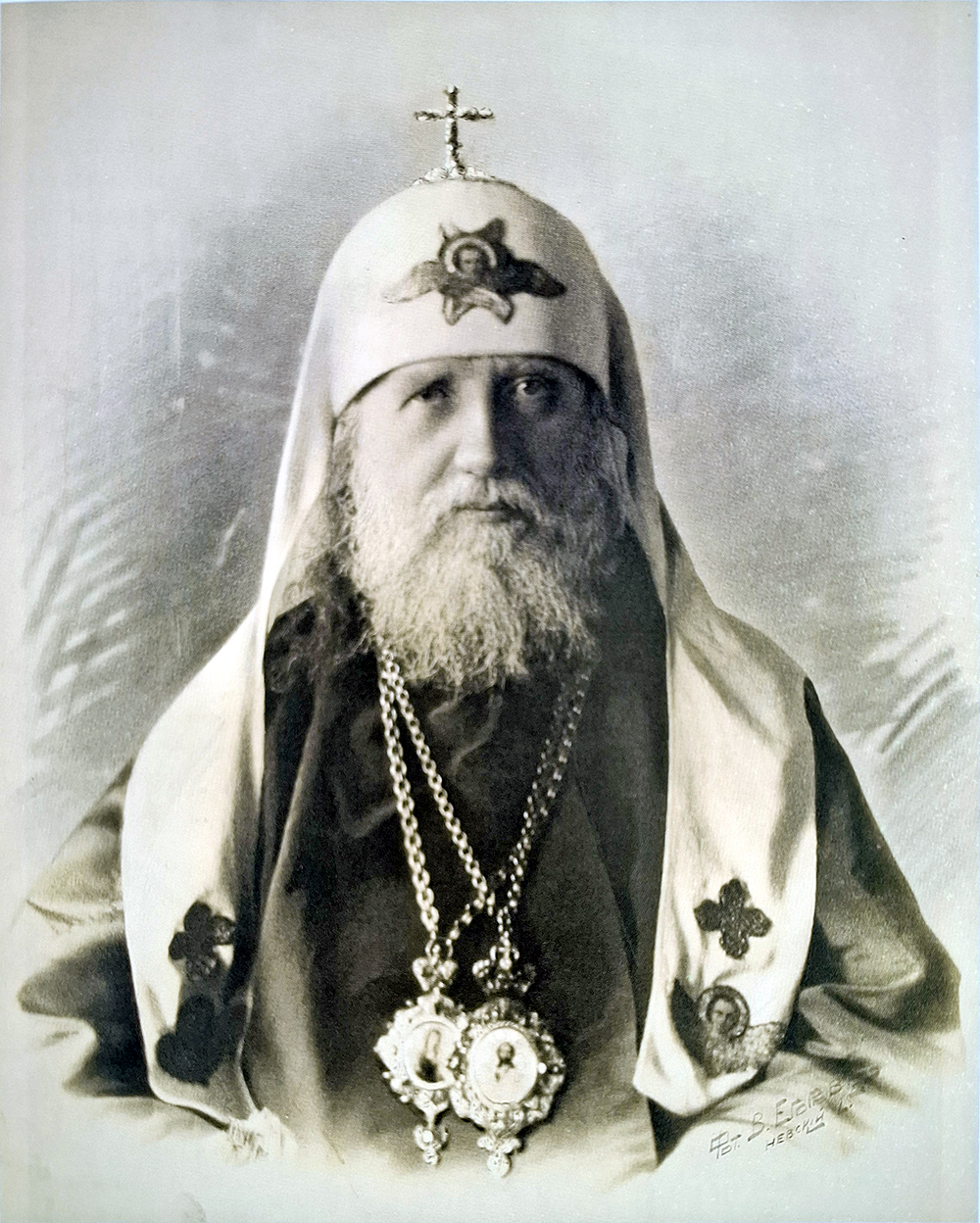
圣吉洪

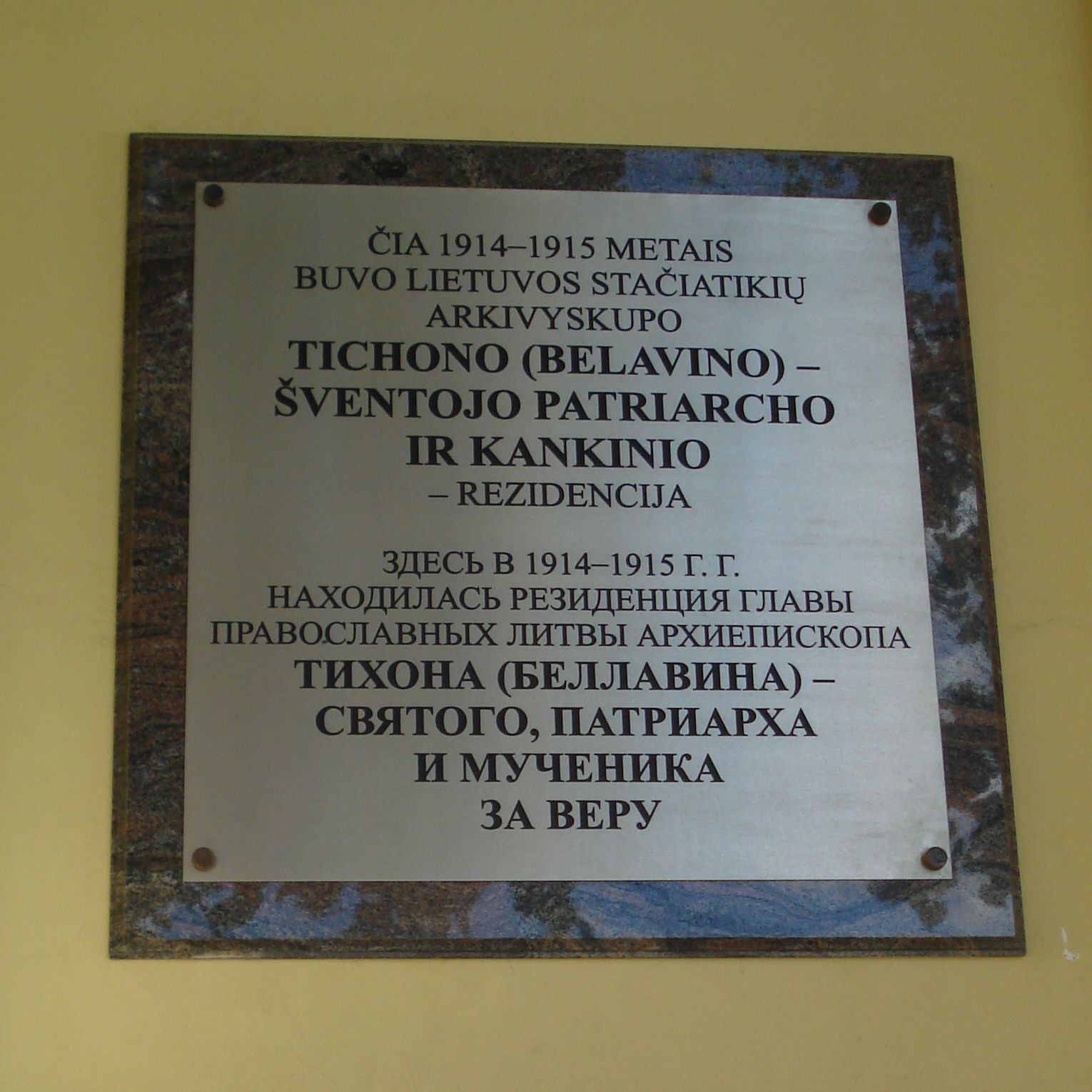
维尔纽斯圣吉洪的纪念牌

在俄国内战期间，牧首被普遍认为是反布尔什维克的，许多东正教教士被新政权逮捕入狱或处死。1918年，吉洪公开谴责对沙皇一家的杀害，抗议布尔什维克对俄罗斯正教会的暴力袭击。
在1922年的饥荒期间，共产党政府指责牧首是一个破坏者，从1922年4月至1923年6月，他被监禁在顿斯科伊修道院。其中一项罪名是他公开抗议，反对将教会的财产国有化。这引起了国际社会的反响。
在当局的压力下，吉洪牧首向信徒发布一些信息，其中他说自己“不再是苏维埃政权的敌人”。尽管他发表了忠诚宣言，还是继续享有俄罗斯东正教教徒的信任。1923年，吉洪牧首被苏维埃扶持的所谓“生活教会”（Живая Церковь）废黜，宣布他“今后只是一个普通的公民——瓦西里·别拉文。”这一废黜未获得俄罗斯正教会的承认，俄罗斯正教会和俄罗斯联邦的当局都认为无效。
匆忙兴建的第一座列宁墓损坏了下面的污水处理系统，发生泄漏，吉洪说，（意为“香油与圣骸是相符的”；这里吉洪将泄露的污水比作给列宁遗体涂的香油）。这句话被广泛引用。
1924年，牧首病倒住院。1925年4月5日，他举行了最后一次聖餐禮，两天后去世，即3月25日（儒略曆）/4月7日，圣母领报节。4月12日他被埋葬在莫斯科顿斯科伊修道院的冬季教堂。从他去世起，他被普遍认为是为信仰而死的殉道者。

## 封圣
1981年11月1日［儒略曆10月19日］，俄羅斯東正教国外圣主教公会册封吉洪牧首为圣人和苏联枷锁下的新殉道者。1989年10月9-11日，俄罗斯正教会主教会议期间，第14任莫斯科牧首皮蒙一世也为其封圣。这一次封圣通常被认为是苏联在公开化时期与教会的关系解冻的一个例子。
圣吉洪的圣髑原来被认为已经失落，但是在1992年2月19日（或根据另一个来源为2月22日），它们在顿斯科伊修道院一个隐蔽的地方被发现，发现其依然完好未朽坏。1992年4月5日［儒略曆3月23日］，五十位主教郑重地将其转移到顿斯科伊修道院主教堂的聖幛前。